# Аугустдорф
Аугустдорф (нем. Augustdorf) — община в Германии, в земле Северный Рейн-Вестфалия.
Подчиняется административному округу Детмольд. Входит в состав района Липпе. Население составляет 9583 человека (на 31 декабря 2010 года). Занимает площадь 42,21 км².